# Trinidad (Cuba)
De stad Trinidad in Midden-Cuba staat sinds 1988 op de Werelderfgoedlijst van UNESCO. Trinidad werd gesticht in 1514 door Diego Velazquez de Cuellar, eerst nog met de naam Villa de la Santisima Trinidad.
Het provinciestadje, iets ten noorden van de baai van Ancon aan de Cubaanse zuidkust (provincie Sancti Spíritus), heeft de authenticiteit van de Spaanse 16e eeuw bewaard. Het pittoreske centrum met de kerk van Sint Franciscus, rond de Plaza Mayor, het Palacio Cantero en het Palacio Brunet zijn de hoogtepunten.
Vooral de tientallen originele huizen met typische smeedwerken raampartijen, zijn opmerkelijk. Voor een van die huizen, het restaurant El Jigue op het gelijknamige pleintje, werd volgens de legende door Bartolomeo de las Casas, die later beroemd zou worden door het Dispuut van Valladolid, onder een eeuwenoude acaciaboom, de eerste Heilige Mis in de Nieuwe Wereld opgedragen.

## Galerij

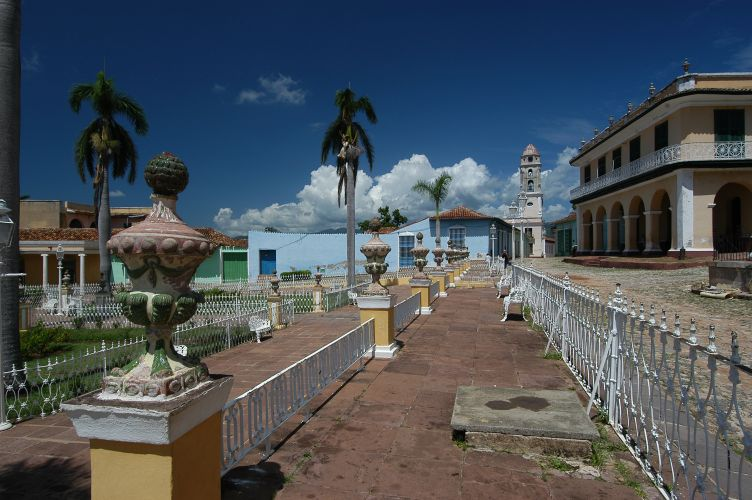
Plaza Mayor in Trinidad
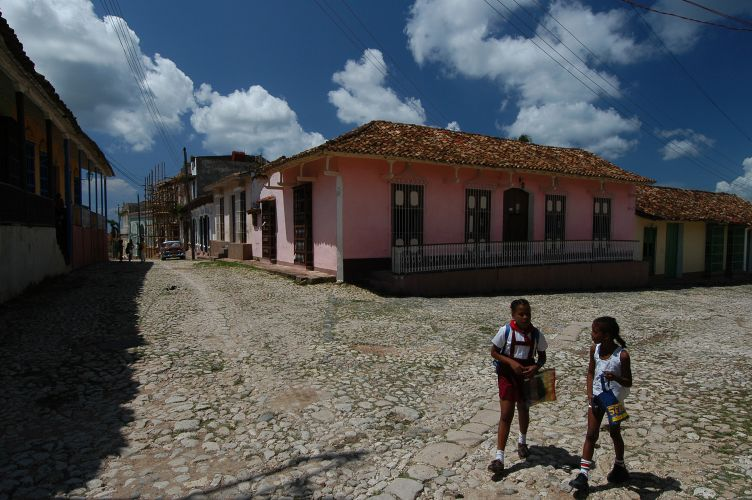
Leven van alledag in Trinidad
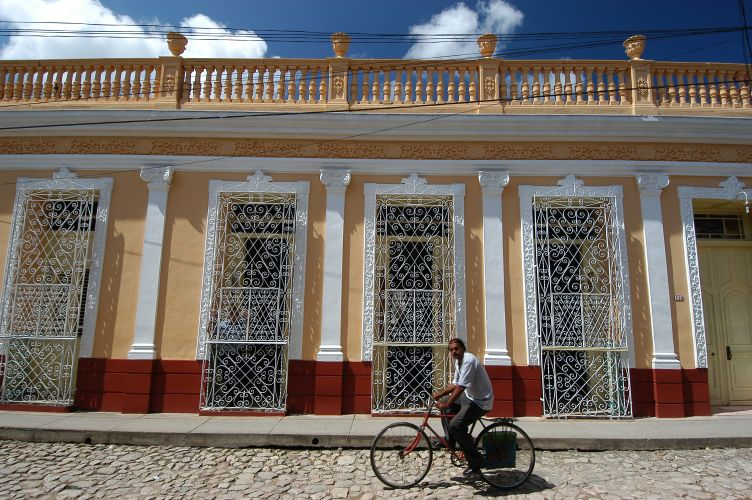
Raamsmeedwerk
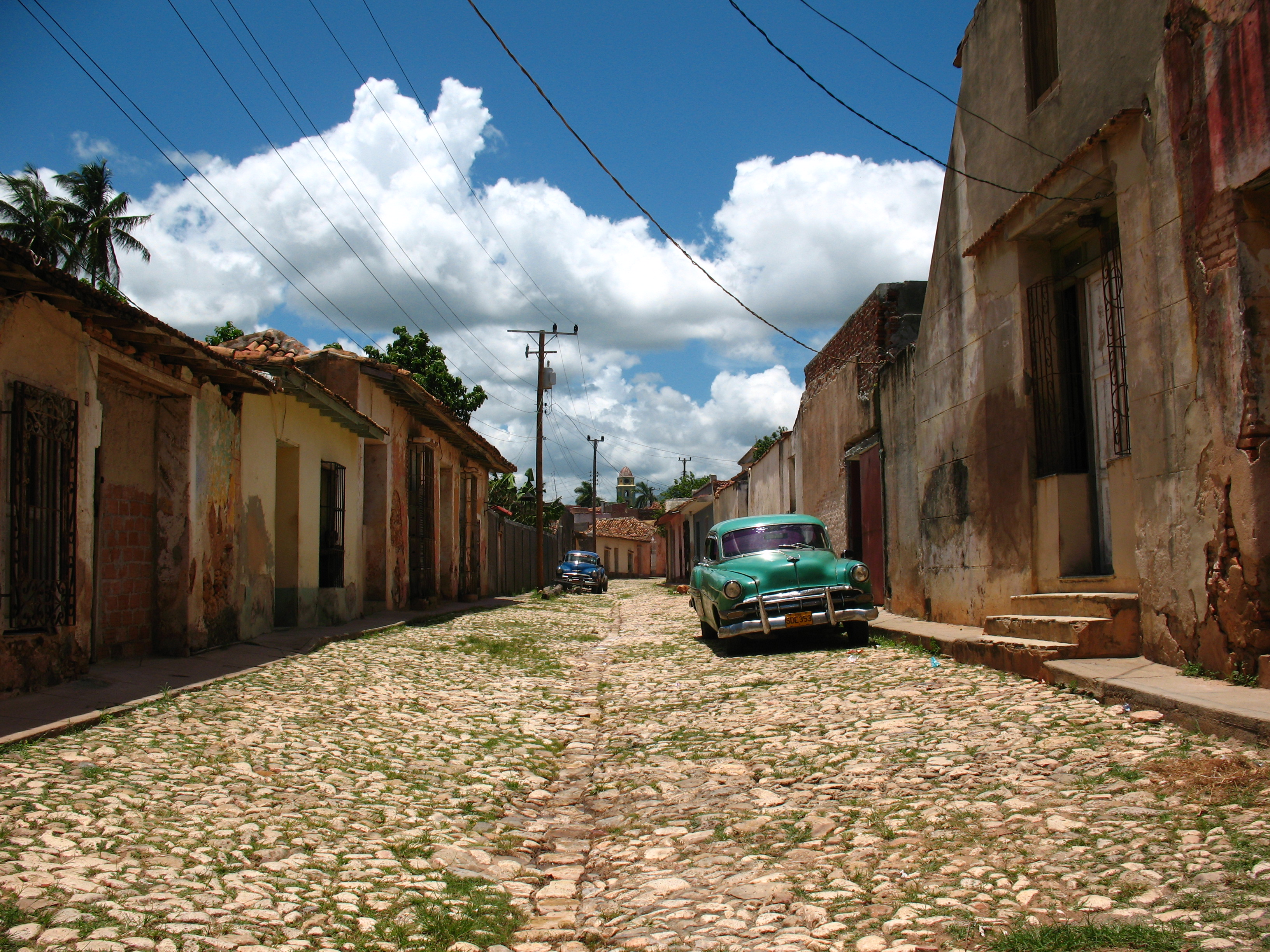
Straat in Trinidad